# Keenan Allen
Keenan Alexander Allen (Greensboro, Carolina del Norte, 27 de abril de 1992) más conocido como Keenan Allen, es un jugador profesional estadounidense de fútbol americano que se desempeña en la posición de wide receiver en Los Angeles Chargers, equipo de la National Football League (NFL).

## Carrera
Fue seleccionado en la tercera ronda en la Reunión Anual de Selección de Jugadores de la NFL de 2013. Hizo su debut profesional con el equipo San Diego Chargers en 2013 que, en 2017 pasó a llamarse Los Angeles Chargers, donde jugó once temporadas, en 2024 se cambió a Chicago Bears.